# Адамович Євгенія Миколаївна
Євгенія Миколаївна Адамо́вич (нар. 1872 — пом. 1938) — більшовицька діячка.

## Біографія
Народилася у 1872 році на хуторі в Хорольського повіту Полтавської губернії в родині поміщика. Навчалася в Кременчуцькій жіночій гімназії, одночасно в 1889—1890 роках відвідувала гурток самоосвіти, пізніше навчалася на акушерських курсах у Дерпті, які не закінчила. Під час навчання на курсах, у 1892 році, познайомилася з марксистами та увійшла до складу гуртка К. К. Черекуль-Куша та І. А. Давидова. З 1892 року брала участь у марксистських гуртках. Член РСДРП із 1893 року.
Вела революційну роботу в Полтаві, Харкові, Москві, Калузі. З 1903 року, після II з'їзду РСДРП — більшовичка. В 1905—1910 роках — член ряду районних комітетів більшовиків у Петербурзі. В 1911—1912 роках працювала в Харкові, секретарка міського комітету РСДРП; учасниця Жовтневої революції в Петрограді, потім працювала в Наркомосі. З 1919 року — на радянській роботі на Україні, з 1922 року — в Істпарті ЦК КП(б)У (заступниця завідувача). Авторка спогадів про В. І. Леніна, низки праць з історії більшовицьких організацій України.
Померла у 1938 році.